# Bürkelkopf
El Bürkelkopf és una muntanya que es troba als Alps Samnaun, a la frontera entre Àustria i Suïssa.